# Contemporary Art Brussels
Le Contemporary Art Brussels ou CAB est un centre d'art contemporain situé au 32-34 rue Borrens à Ixelles (Bruxelles).
Officiellement inauguré le 21 avril 2012, le CAB s'est installé au rez-de-chaussée dans un ancien local industriel style Art Déco de 800 m² dont plus de 650 sont consacrés à des expositions.
Le CAB est dirigé par Hubert Bonnet.